# Linuparus trigonus
Linuparus trigonus е вид десетоного от семейство Palinuridae. Видът не е застрашен от изчезване.

## Разпространение и местообитание
Разпространен е в Австралия (Западна Австралия, Куинсланд и Нов Южен Уелс), Китай (Гуандун, Джъдзян, Дзянсу, Фудзиен и Шандун), Провинции в КНР, Тайван, Филипини, Хонконг, Южна Корея и Япония.
Среща се на дълбочина от 214 до 318 m, при температура на водата от 11,2 до 15,8 °C и соленост 34,6 ‰.